# Тлакашипеуалицтли

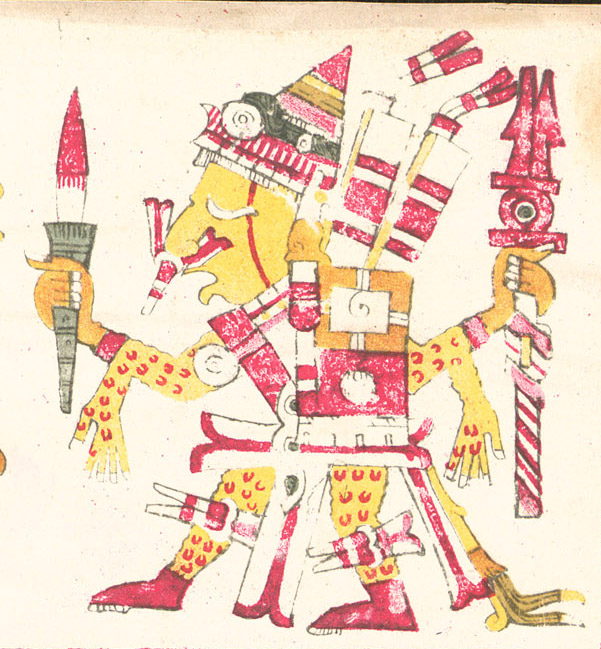
Шипе-Тотек в Кодексе Борджиа, с окровавленным оружием, одетый в содранную человеческую кожу.

Тлакашипеуалицтли (Тлакашипеуалистли, аст. Tlacaxipehualiztli, t͡ɬakaʃipewaˈlist͡ɬi) — второй двадцатидневный месяц («вейнтена») ацтекского календаря шиупоуалли, длившийся примерно с 5 по 24 марта. Также название Праздника сдирания кожи у ацтеков, каждый год проводившегося в этом месяце.

## Календарь
Календарь ацтеков состоял из двух циклов: шиупоуалли (аст. xiuhpohualli, что значит «счёт лет», соответствует хаабу у майя) и ритуального 260-дневного тональпоуалли (аст. tonalpohualli, что значит «счёт дней» или «счёт судеб», соответствует цолькину у майя). Шиупоуалли и тональпоуалли совпадали каждые 52 года, образуя так называемый «век», называвшийся «Новым Огнём». Ацтеки верили, что в конце каждого такого 52-летнего цикла миру угрожает опасность быть уничтоженным, поэтому начало нового ознаменовывалось особыми торжествами. Сто «веков», в свою очередь, составляли 5200-летнюю эру, называвшуюся «Солнцем».
365-дневный шиупоуалли состоял из 18 двадцатидневных «месяцев» (или veintenas) плюс дополнительные 5 дней в конце года. В некоторых описаниях календаря ацтеков говорится, что он также включал високосный год, который позволял календарному циклу оставаться в соответствии с одними и теми же аграрными циклами из года в год. Однако в других описаниях говорится, что високосный год был неизвестен ацтекам, и что соотношение месяцев и астрономического года со временем менялось.

## Основной праздник
В весенний месяц (второй месяц солнечного календаря ацтеков) Тлакашипеуалицтли ацтеки праздновали «недельник» Шипе-Тотека, Господина-с-Ободранной-Кожей.
За сорок дней до фестиваля пленников, захваченных во время войны, переодевали в бога Шипе-Тотека. Это происходило в каждом районе города. Главнейшим элементом празднества было массовое гладиаторское жертвоприношение пленных воинов и рабов, с которых живьём сдирали кожу.
Мужчин привязывали к темалакатлю (алтарному камню). Устраивались своего рода гладиаторские бои между пленником и четырьмя хорошо вооружёнными воинами. С потерпевшей поражение жертвы сдирали кожу, потом жертву съедали.
По другим описаниям, жертв пронзали стрелами, и капающая на землю кровь символизировала дождь.
У жертв вырезали сердце и снимали с них кожу целиком. Жрецы носили кожу в течение двадцати (по другим источникам — шестнадцати) дней, во время начинавшихся после жертвоприношения ритуалов и церемоний в честь урожая и дождей. Надевание новой кожи называлось 'Neteotquiliztli'.
Во время фестиваля воины-победители, носящие содранные кожи, проходили через весь город и имитировали бои по всему Теночтитлану, прося милостыню. Те, кто давал им пищу или другие приношения, получали благословение.
По окончании двадцатидневного фестиваля кожи снимались и складывались в специальные ящики с плотной крышкой, чтобы избежать гниения и зловония. Затем эти ящики хранились в специальной камере под храмом.
Во время шествий танцевали жрецы, одетые в кожу принесённых в жертву людей. Согласно верованиям ацтеков, эта кожа обладала магической силой и давала плясавшему в ней жрецу силу восставшего из мёртвых (то есть силу жертвы, с которой кожу снимали). Кожу окрашивали в жёлтый цвет, чтобы она выглядела как золотой лист; это символизировало, что земля надевает «новую кожу» в начале сезона дождей, и, согласно верованиям ацтеков, заставляло прорастать новые всходы.

## Праздник Йопико
Золотых дел мастера (теокуитлауаке) также участвовали в Тлакашипеуалицтли: Шипе-Тотек считался их покровителем. Их праздник во время Тлакашипеуалицтли, называвшийся Йопико, проходил ежегодно в храме. Сатрап, одетый в кожу, снятую с пленника, символизировал Шипе-Тотека. На одежду клали корону, сделанную из богатых перьев, и парик из искусственных волос. В носу и носовой перегородке сатрапа были золотые украшения, в правой руке — погремушки, а в левой — золотой щит. На ноги надевались красные сандалии, украшенные перепелиными перьями. Шипе-Тотеку предлагали пирог из сырой кукурузы, божество удостаивалось танца и затем торжество заканчивалось военными учениями.